# Wickelwinkel
Unter dem Wickelwinkel versteht man die Faserorientierung eines Laminats.

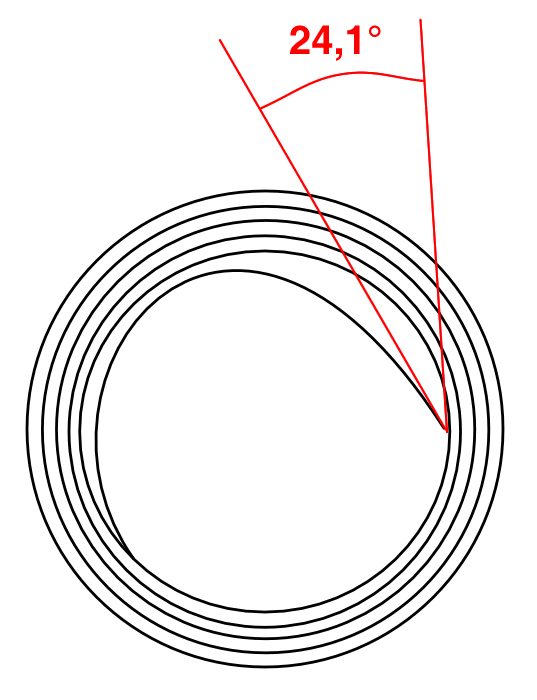
Schema des Rollwinkels in aufgerolltem Material

Der Begriff wurde auch vom Spiegel in einem Artikel verwendet, der über eine Veröffentlichung von Enrique Cerda berichtete. Der Physiker an der Universität Santiago de Chile behauptete darin im Jahre 2008, dass sich im Inneren von aufgerolltem Material wie z. B. Papier, Folie oder Metall stets der gleiche „universelle Rollwinkel“ von ca. 24,1 Grad bildet. Enrique Cerda hatte bereits im Jahr davor für seine Arbeit darüber, wie Bettlaken knittern, den Ig-Nobelpreis in Physik erhalten.